# Aplogompha chotaria
Aplogompha chotaria là một loài bướm đêm trong họ Geometridae.